# Podbiele (województwo mazowieckie)
Podbiele – wieś sołecka w Polsce położona w województwie mazowieckim, w powiecie ostrowskim, w gminie Stary Lubotyń.
W czasie spisu powszechnego z 1921 r. miejscowość liczyła 58 domów i 2 inne budynki mieszkalne. Mieszkało w niej 335 osób, w tym w tym 16 wyznawców religii mojżeszowej.
W latach 1975–1998 miejscowość administracyjnie należała do województwa ostrołęckiego.
W Podbielu urodził się Edward Duchnowski (1930–2010), działacz społeczny, sekretarz generalny Zarządu Głównego Związku Sybiraków.
Wierni Kościoła rzymskokatolickiego należą do parafii Nawiedzenia Najświętszej Maryi Panny w Starym Lubotyniu.